# West Park (Flórida)
West Park é uma cidade localizada no estado americano da Flórida, no condado de Broward. Foi incorporada em 2005.

## Geografia
De acordo com o United States Census Bureau, a cidade tem uma área de 5,8 km², onde 5,6 km² estão cobertos por terra e 0,2 km² por água.

## Demografia
Segundo o censo nacional de 2010, a sua população é de 14 156 habitantes e sua densidade populacional é de 2 495,7 hab/km². Possui 4 711 residências, que resulta em uma densidade de 830,5 residências/km².